# Odynerus limbatus
Odynerus limbatus är en stekelart som först beskrevs av Henri Saussure.  Odynerus limbatus ingår i släktet lergetingar, och familjen Eumenidae. Inga underarter finns listade i Catalogue of Life.